# NK Hajduk Sijekovac
Nogometni klub Hajduk (NK Hajduk; Hajduk; Hajduk Sijekovac) je bio nogometni klub iz Sijekovca, općina Bosanski Brod, Republika Srpska, Bosna i Hercegovina.

## O klubu
Klub je osnovan 1930. godine, a u njemu suu uz mještane bili članovi i Rafinerije nafte iz Bosanskog Broda. 
U ligaško natjecanje se uključuje 1946. godine, te je s vremenom uz "Polet" iz Bosanskog Broda (koji je djelovao i pod nazivima "1. maj", "Nafta" i "Premium") bio najuspješniji klub s područja Bosanskog Broda. 
 
Klub se 1960.-ih nazivao i '"Premium". 
 
Do sredine 1980.-ih klub se pretežno natječe u ligama na području istočnog dijela Hrvatske – Slavonskoj zoni, Regionalnoj ligi Slavonije i Baranje, te ligama nogometnog saveza iz Slavonskog Broda, kojemu su pripadali i klubovi s područja Bosanskog Broda. Prelaskom u ligaški sustav Bosne i Hercegovine, do sezone 1988./89. nastupaju u Regionalnoj ligi BiH Sjever, a potom ulaze u Republičku ligu BiH – Sjever. 
 
Uz prefiks NK, klub je također koristio i RSD, ŠK i FK. 
 
Kao posljedica rata u BiH, zbok kojeg je Sijekovac i općine Bosanski Brod, ostala pod srpskom kontrolom, dolazi do izbjeglištva hrvatskog i bošnjačkog stanovništva, te klub djeluje u progonstvu. U sezoni 1995./96. klub sudjeluje u 1. ligi Herceg-Bosne – skupina Bosanska Posavina, ali odustaje na polusezoni.

 
Klub potom samo djeluje u progonstvu s veteranima, te malonogometnom momčadi. 
 
U Sijekovcu trenutno djeluje nogometni klub naziva FK "Zadrugar".

## Unutrašnje poveznice
- Sijekovac

## Vanjske poveznice
- Galerija RSD Hajduk Sijekovac
- kolekcije.com, Značka - Nogomet - NK HAJDUK, Sijekovac  Arhivirana inačica izvorne stranice od 12. travnja 2019. (Wayback Machine)